# Técnico de mantenimiento de aeronaves
Un técnico de mantenimiento de aeronaves es una persona que posee una licencia de mantenimiento de aeronaves. Esta titulación es válida para trabajar en mantenimiento de aeronaves. Es un título expedido por la autoridad competente de cada país según EASA (Agencia Europea de Seguridad Aérea), siendo por lo tanto su reconocimiento a nivel europeo.
Los técnicos de mantenimiento de aeronaves son los encargados de inspeccionar y realizar o supervisar el mantenimiento, mantenimiento preventivo, y alteración de los sistemas de las aeronaves y aviones. En los EE. UU., los TMA por lo general se refieren a sí mismos como A & P, por la estructura del avión (Airframe) y la mecánica del motopropulsor (Powerplant Mechanics).

## Tipos de licencias
En Europa, la licencia es dada por la Agencia Europea de Seguridad Aérea, EASA parte 66 (antigua JAR-66), y existen cinco categorías de la licencia europea a las que inicialmente puede optar: A, B1, B2, C y L.
- A1, A2, A3, A4: Ayudantes.
- B1.1. Aviones con motor de turbina.
- B1.2. Aviones con motor de pistón.
- B1.3. Helicópteros con motor de turbina.
- B1.4. Helicópteros con motor de pistón.
- B2. Aviónica.
- B2L. Habilitaciones de sistemas; instrumentos, vuelo automático, vigilancia, célula y comm/nav (obtener las 5 equivale a una licencia B2).
- B3.  Aviones no presurizados cuya MTOM (masa máxima al despegue) no supere los 2000kg.
- C.   Certificados aplicables a la aeronave en conjunto.
- L1/L1C-L2/L2C: planeadores, planeadores de composites, motoveleros/ELA1 y motoveleros/ELA1 de composites.
- L3H/L3G-L4H/L4G-L5: globos (aire caliente o gas), dirigibles (aire caliente o gas) y dirigibles cuyo gas no cumpla ELA2.

Una licencia A puede emitir certificados de puesta en servicio y hacer tareas de mantenimiento con la limitación impuesta en su categoría dentro de los parámetros impuestos del centro 145.
Una licencia de mantenimiento de aeronaves de categoría B1 permite a su titular emitir certificados de aptitud para el servicio después de trabajos de mantenimiento, incluidos los trabajos en la estructura de la aeronave, el grupo motopropulsor y los sistemas mecánicos y eléctricos. También se incluye en estas facultades la sustitución de unidades de aviónica reemplazables en línea que necesiten comprobaciones sencillas para demostrar su funcionamiento.
Una licencia de mantenimiento de aeronaves de categoría B2 permite a su titular emitir certificados de aptitud para el servicio después de trabajos de mantenimiento de sistemas eléctricos y de aviónica.
ARGENTINA:
En Argentina las licencias habilitantes para el mantenimiento aeronáutico se denominan:
Mecánico de mantenimiento de aeronaves
Mecánico de equipos radioeléctricos de aeronaves

## Requisitos

### España
En España para poder ejercer como "TMA" es necesario cumplir con las condiciones que se relacionan en el Real decreto 284/2002. de 22 de marzo, , que en esencia son:
Haber cumplido 18 años.
Haber acreditado conocimiento suficiente sobre las materias especificadas en dicho real decreto, que retoma las que se relacionan en EASA - JAR Parte 66
Acreditar una experiencia mínima en tareas de mantenimiento de aeronaves, cuya cuantía dependerá del tipo de licencia. 250h para licencia B1.2 y 400h para las licencias B1.1, B1.3 y B1.4.
En España el haber aprobado el Ciclo Formativo de Grado Superior de Formación Profesional De Mantenimiento Aeromecánico o Aviónica no es requisito requerido ni suficiente para obtener la licencia de TMA.

#### Requisitos para los exámenes teóricos que exige la normativa EASA LMA Parte 66
El solicitante de una licencia de mantenimiento de aeronaves deberá demostrar, mediante examen en SENASA (España) o Escuela EASA Parte 147 aprobada, un nivel de conocimientos como se detalla a continuación:
- Módulos comunes para Licencias B1 y B2:

1. M1. Matemáticas
2. M2. Física
3. M3. Electricidad
4. M4. Electrónica
5. M5. Técnicas digitales, instrumentos
6. M6. Materiales, equipos y herramientas
7. M7. Prácticas de mantenimiento
8. M8. Aerodinámica básica
9. M9. Factores humanos
10. M10. Legislación aeronáutica
11. M17. Hélices

- Temario adicional para licencia B1.1:

1. M15. Motores de turbinas de gas
2. M11A. Aerodinámica, estructuras y sistemas del avión

- Temario adicional para licencia B1.2:

1. M16. Motores de pistón
2. M11B. Aerodinámica, estructuras y sistemas del avión

- Temario adicional para licencia B1.3:

1. M15. Motores de turbinas de gas
2. M12. Aerodinámica, estructuras y sistemas del helicóptero

- Temario adicional para licencia B1.4:

1. M16. Motores de pistón
2. M11B. Aerodinámica, estructuras y sistemas del helicóptero

- Temario adicional para licencia B2:

1. M14. Propulsión
2. M11C. Aerodinámica, estructuras y sistemas de las aeronaves

#### Requisitos de experiencia para poder obtener una Licencia LMA Parte 66
El solicitante de una licencia de mantenimiento de aeronaves, que haya aprobado los módulos teóricos según lo establecido en la tabla anterior, deberá haber adquirido:
Para las subcategorías B1.2 y B1.4:
1. Tres años de experiencia práctica en el mantenimiento de aeronaves operativas, si el solicitante no tenía previamente una formación técnica relevante; o bien
2. Dos años de experiencia práctica en el mantenimiento de aeronaves operativas y haber seguido una formación considerada relevante por la autoridad competente como trabajador cualificado, en un oficio técnico; o bien
3. Un año de experiencia práctica en el mantenimiento de aeronaves operativas y haber realizado un curso de formación básica aprobado en virtud de la parte 147 de EASA.

Para la categoría B2 y las subcategorías B1.1 y B1.3:
1. Cinco años de experiencia práctica en el mantenimiento de aeronaves operativas, si el solicitante no tenía previamente una formación técnica relevante; o bien
2. Tres años de experiencia práctica en el mantenimiento de aeronaves operativas y haber seguido una formación considerada relevante por la autoridad competente como trabajador cualificado, en un oficio técnico; o bien
3. Dos años de experiencia práctica en el mantenimiento de aeronaves operativas y haber realizado un curso de formación básica aprobado en virtud de la parte 147 de EASA.[1]

### Colombia
Colombia, Persona titular de una licencia que lo habilita para efectuar trabajos de mantenimiento de aeronaves en línea (técnico de línea, TLA, TLH) o en relación con especialidades
(técnico especialista; TERM, TEEI, TESH, TEMC, TEH) propias de talleres aeronáuticos y Regulado por la UAEAC, Unidad Administrativa Especial de Aeronáutica Civil.
Para poder acceder a dichas licencias técnicas el solicitante debe cumplir con varios requisitos dependiendo de la licencia solicitada. 
Requisitos expuestos en el RAC, Reglamento Aeronáutico Colombiano. "RAC 2 - Personal Aeronáutico" Y RAC 65 que hasta el momento no ha sido puesto en vigencia.

#### Tipo de licencia otorgada al personal de mantenimiento aeronáutico
1. TLA Técnico en Línea de Avión
2. TLH Técnico en Línea de Helicópteros
3. TERM Técnico Especialista en Reparaciones de plantas Motrices
4. TEEI Técnico Especialista en Electricidad, Electrónica e Instrumentos - Técnico Especialista en Aviónica
5. TESH Técnico Especialista en Sistemas Hidráulicos
6. TEMC Técnico Especialista en Estructuras Metálicas y Materiales Compuestos
7. TEH Técnico Especialista en Hélices

## Los doce factores en el mantenimiento de aeronaves
Debido al gran número de accidentes de aviación relacionados con las labores de mantenimiento que ocurrieron entre los años 80 y 90, Transport Canada identificó doce factores humanos que reducían la capacidad de actuar eficientemente y con seguridad y, por la cual, se producían estos errores. Estos doce factores, conocidos en inglés como 'Dirty Dozen', fueron adoptados por la industria aeronáutica con el objetivo de evitar errores humanos durante el mantenimiento de aeronaves. Por ello, es importante conocer estos doce factores, sus síntomas, así como entender las interacciones existentes entre los trabajadores, para aprender a prevenir estos fallos en un futuro.

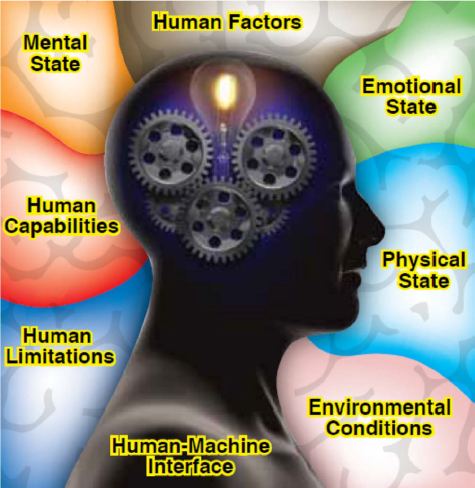
Factores humanos en el mantenimiento de aeronaves

| Los doce factores | Los doce factores          |
| ----------------- | -------------------------- |
| 1.                | Falta de comunicación      |
| 2.                | Satisfacción               |
| 3.                | Falta de conocimiento      |
| 4.                | Distracción                |
| 5.                | Falta de trabajo en equipo |
| 6.                | Fatiga                     |
| 7.                | Falta de recursos          |
| 8.                | Presión                    |
| 9.                | Falta de carácter asertivo |
| 10.               | Estrés                     |
| 11.               | Falta de conciencia        |
| 12.               | Normas                     |

### Falta de comunicación
La falta de comunicación es uno de los factores humanos claves en un mantenimiento defectuoso. La comunicación ocurre entre técnicos de mantenimiento de aeronaves y pilotos o encargados de sustitución de partes de un avión, entre otros.
Cada cambio de turno es un momento crítico en el mantenimiento de una aeronave debido al grado de entendimiento entre operarios, sobre todo cuando en una misma aeronave está trabajando simultáneamente más de un técnico de mantenimiento.
Es importante ser preciso y completar el informe de mantenimiento sin omitir ningún paso para que el siguiente técnico pueda retomar el trabajo exactamente por donde se terminó, conociendo el estado actualizado de la aeronave.

### Satisfacción
La satisfacción es un factor humano en el mantenimiento de aeronaves que se desarrolla a lo largo del tiempo. Un técnico va ganando experiencia y conocimiento de forma que genere una sensación de auto-satisfacción y una falsa confianza.
Una tarea repetitiva puede ser pasada por alto debido al número de veces que el técnico de mantenimiento la ha realizado con anterioridad sin encontrar un error.
Para combatir esta satisfacción, un técnico debe entrenarse para esperar encontrar un fallo que haya sido creado previamente en la inspección de un ítem. Debe estar totalmente involucrado en la tarea que está realizando, dotando de igual importancia cualquier inspección que se haya de hacer a una aeronave.

### Falta de conocimiento
La falta de conocimiento durante el mantenimiento de una aeronave puede desembocar en unos resultados catastróficos. Las diferencias entre modelos de aeronaves, así como la evolución de los sistemas tecnológicos requieren que los técnicos tengan que prepararse continuamente.
Todo mantenimiento ha de desarrollarse en función de unas especificaciones estándar y unas instrucciones aprobadas. Estas instrucciones se basan en el conocimiento ganado en la ingeniería y en las operaciones de equipamiento de una aeronave.
Si durante una labor de mantenimiento, el técnico encargado tiene alguna duda sobre la aeronave que está tratando, ha de consultar a un técnico experto en dicho modelo antes de actuar sin conocimiento suficiente.

### Distracción
Una distracción durante el mantenimiento de una aeronave puede ser provocada por la interrupción de la misma. Cuando se reanudó la labor, el técnico encargado puede pasar por alto algún detalle que necesitase atención. 
Se estima que el 15 por ciento de los errores de mantenimiento ocurren como causa de una distracción.
Las distracciones pueden ser de tipo mental o física, pudiendo ocurrir independientemente del lugar donde el técnico desarrolle su trabajo. 
Un buen procedimiento es que, cuando el técnico note una falta de concentración, retroceda a los tres últimos pasos que realizó y compruebe que su trabajo ha sido realizado correctamente.

### Falta de trabajo en equipo
Relacionado con la falta de comunicación, este factor contribuye al errar en el mantenimiento de una aeronave. Compartir conocimiento entre técnicos, coordinar las funciones de mantenimiento, rotar en las diferentes labores y trabajar con personal de vuelo para solucionar problemas hacen que se ejecute de forma óptima el mantenimiento.
Una falta de comunicación incrementa la dificultad del trabajo y, la desavenencia entre ellos puede afectar directamente a la integridad física de la aeronave.

### Fatiga
La fatiga es el factor humano que contribuye en mayor porcentaje a ocasionar errores que desencadenen graves accidentes. La fatiga puede ser de componente física o mental. Una persona se dice que está fatigada cuando se reduce su capacidad cognitiva, de toma de decisiones, el tiempo de reacción, la coordinación, la velocidad, la fuerza o equilibrio.
El mejor remedio para la fatiga es mantener las horas de sueño recomendadas. El técnico debe ser consciente de la cantidad y calidad de sus horas de descanso. Pequeños intervalos de descanso durante las labores de mantenimiento están justificados en caso de síntomas de somnolencia. 
No se recomienda el consumo de cafeína o medicamento para luchar contra esta fatiga.
Una medida para comprobar el nivel de fatiga de los técnicos es el control entre ellos, así como la observación de un inspector durante los trabajos de mantenimiento. 

### Falta de recursos
Una falta de recursos, o falta de calidad de los mismos, puede interferir en la habilidad de un técnico para completar una tarea debido a la falta de material de apoyo.
Los técnicos pueden realizar una revisión previa de los trabajos de mantenimiento a realizar para solicitar las piezas que sean necesarias.
Con una correcta organización, asegurándose de que el personal tiene las herramientas correspondientes, reparadas y calibradas, sirven para evitar posibles improvisaciones que ocasionen incidentes. 
A su vez, el uso de documentación técnica es un recurso crítico que puede ayudar a solventar los problemas de mantenimiento aeronáuticos.

### Presión
El mantenimiento de una aeronave requiere una actuación individual en un ambiente de constante presión con el fin de que las tareas se realicen correctamente y con la mayor rapidez posible que permita no cometer fallos.
Sin embargo, este presión en el mayor de los casos tiene un efecto negativo en los trabajadores. Las aerolíneas poseen un manual financiero que engloba una programación estricta de sus actividades en tierra y en aire, de forma que fuerce a los técnicos a trabajar bajo presión para que realicen las tareas de mantenimiento a gran velocidad para continuar usando la aeronave.
Para combatir esta presión, los técnicos deben pedir ayuda si la necesitan para realizar una tarea. También se recomienda que si se ve que el tiempo impuesto para el trascurso de una tarea es insuficiente, se comunique a la organización encargada del mantenimiento y se discutan las condiciones.

### Falta de carácter asertivo
La asertividad es la capacidad de expresar los sentimientos, opiniones y necesidades de forma positiva y productiva.
Los técnicos encargados de realizar el mantenimiento de aeronaves necesitan tener feedback entre ellos. Es importante que se posea la documentación pertinente para argumentar los hechos y favorecer la explicación sobre lo que un técnico está intentando realizar en una aeronave.

### Estrés
Las aeronaves han de ser funcionales y realizar vuelos de forma que generen el máximo dinero posible a las compañías aéreas, lo cual requiere de que las labores de mantenimiento se lleven a cabo en una franja de tiempo lo más corta posible, para evitar posibles retrasos o cancelaciones.
El avance continuo de las tecnologías que requieren la mejor preparación de los trabajadores, trabajar en espacios oscuros, cerrados, con falta de recursos y largos periodos de tiempos, así como la gran responsabilidad que tienen los trabajos de mantenimiento, son los principales factores de estrés en los técnicos.
Para luchar contra el estrés se recomienda a los trabajadores que mantengan una vida saludable, respetando sus horas de sueño, teniendo una buena dieta y realizando ejercicio diariamente.

### Falta de conciencia
Relacionado en gran parte con la falsa satisfacción o confianza, la falta de conciencia se define como la incapacidad de reconocer todas las consecuencias de una acción o falta de previsión. 
Después de completar la misma tarea varias veces, es fácil que los técnicos se vuelvan menos vigilantes y desarrollen una falta de conciencia de lo que están haciendo y lo que está a su alrededor. Cada vez que una tarea se ha completado, debe ser tratada como si fuera la primera vez.

### Normas
Existen normas no escritas que son seguidas por muchas organizaciones. Estas normas son creadas para solucionar problemas que a simple vista son ambiguos. No obstante, algunas normas no son seguras ni productivas, generando un efecto negativo en el grupo de trabajo.
Omitir pasos durante el mantenimiento de una aeronave, trabajar de memoria sin seguir unos pasos preestablecidos o no seguir los procedimientos básicos son ejemplos de normas no seguras.

## Errores comunes en el mantenimiento de aeronaves
La Autoridad de Aviación Civil del Reino Unido realizó un estudio en un espacio donde se realizaban tareas de mantenimiento y redactó una lista con los errores más comunes que encontraron, destacando:
1. Instalación incorrecta de componentes.
2. Montaje de piezas erróneas.
3. Discrepancias en el cableado eléctrico de la aeronave.
4. Olvido de herramientas y materiales.
5. Fallo en la labor de lubricación.
6. Fallo en asegurar paneles de acceso y carenados.
7. Fallo en asegurar paneles y compuertas de combustible.
8. Fallo en eliminar pasadores de bloqueo.

Se concluyó asegurando que el 20 por ciento de todos los accidentes aéreos han sido causados por fallos técnicos, mientras que un 8 por cierto han sido a causa de factores humanos.